# ضواحي الإسكندرية (عمل)
أعمال ضواحي ثغر الإسكندرية هو تقسيم جُغرافي مصري استُحدث في عصر الدولة المملوكية بعد اقتطاع بعض النواحي التي كانت تابعة لأعمال البحيرة، وكانت قاعدته مدينة الإسكندرية، وكانت ممتدة غربًا حتى برقة في ليبيا حيث كانت مدينة طلميثة الليبية من توابعها. وظل معمولًا بهذه الأعمال حتى بداية العصر العثماني في مصر.

## نواحي أعمال ضواحي الإسكندرية

### نواحي لا زالت موجودة إلى اليوم
| المحافظة   | المركز    | القرى                  |
| ---------- | --------- | ---------------------- |
| الإسكندرية |           | الإسكندرية             |
| البحيرة    | المحمودية | الجنان والحافر · ديروط |
| البحيرة    | إدكو      | إتكو                   |
| البحيرة    | رشيد      | الجُدّية                 |

### نواحي اندثرت
- أبلوق،[2] تغيّر اسمها سنة 1228هـ/1813م إلى «كفر سليم»،[3] وهي اليوم جزء من مدينة كفر الدوار.
- العداد والمراعي[2]
- بردجان[2]
- سنتريه، كانت تقع غرب ثغر الإسكندرية.[2]
- مكنول[2]